# FC Zürich
Câu lạc bộ bóng đá Zürich (tiếng Thụy Sĩ: Fussballclub Zürich), thường được viết tắt là FC Zürich, FCZ hoặc đơn giản là Zürich, là một câu lạc bộ bóng đá Thụy Sĩ của thành phố Zürich. Câu lạc bộ được thành lập vào năm 1896 và đã vô địch Swiss Super League 12 lần và Swiss Cup 8 lần. Câu lạc bộ vô địch 2009 Swiss Super League và cuối cùng đã giành được Swiss Cup vào năm 2014. Sân nhà của họ là Letzigrund tại Zürich, có 25.000 chỗ ngồi.

## Lịch sử

### 1896-1924
Câu lạc bộ được thành lập ngày 1 tháng 8 năm 1896 bởi cựu thành viên của ba câu lạc bộ địa phương (FC Turicum, FC Viktoria và FC Excelsior). Một trong số đó là FC Barcelona, Joan Gamper.
Zürich vô địch tại Swiss Super League lần đầu tiên trong mùa giải 1901-02, nhưng đã không vô địch lần nữa cho đến 1923-24

### 1925-1960
Từ năm 1925 đến năm 1960, Zürich không có sự thành công. Câu lạc bộ bị xuống hạng từ Super League 1933-34, chơi trong Challenge League đến năm 1941. Trong 1940-41, họ trở lại Super League, nơi họ ở lại cho đến khi trụ hạng trong năm 1945-46. Họ đã trở lại Super League trong 1947-48 và ở lại trong top flight cho đến khi xuống hạng một lần nữa trong 1956-57. Họ được thăng chức từ Challenge League khiến ttranh cãi về 1958-59 Swiss Super League, kết thúc ở vị trí thứ ba.

### 1960-1981
Đây là giai đoạn vàng của FCZ. Tại thời điểm này, câu lạc bộ được điều hành bởi chủ tịch huyền thoại Edwin Nägeli và có những cầu thủ như Köbi Kuhn, Fritz Künzli, Ilija Katić, René Botteron, và nhiều hơn nữa. Zürich giành 7 chức vô địch trong những năm 1963, 1966, 1968, 1974, 1975, 1976 và 1981 và cũng giành được Swiss Cup 5 lần trong những năm 1966, 1970, 1972, 1973 và 1976. FCZ cũng đã có một số thành công ở châu Âu, đến được bán kết của cúp châu Âu 1963-64, trước khi để thua Real Madrid và cũng đạt đến bán kết cúp châu Âu 1976-77, nơi họ thua Liverpool.

### 1981-2005
Sau chức vô địch của câu lạc bộ vào năm 1981, câu lạc bộ đã đi vào một sự suy giảm và năm 1988, câu lạc bộ chuyển đến giữ Challenge League. Zürich trở lại giải đấu hàng đầu năm 1990. Câu lạc bộ đoạt Swiss Cup vào năm 2000, đánh bại Lausanne trong trận chung kết và cũng trong năm 2005 khi đánh bại Luzern.

### Những năm gần đây
Ngày 13 tháng 5 năm 2006, FCZ kết thúc 25 năm chờ đợi một chức vô địch với chiến thắng trận chung kết đầy kịch tính với Basel để giành chức vô địch Super League. Họ đã chiến thắng nhờ một bàn thắng được ghi ở phút thứ 93 của Iulian Filipescu. Bàn thắng đã giúp FCZ chiến thắng 2-1 trước Basel. Năm 2006-07, họ cũng giành chức vô địch.
Trong mùa giải 2007-08, FCZ đứng ở vị trí thứ ba. Trong mùa giải 2008-09, họ giành chức vô địch, vượt BSC Young Boys. Trong mùa giải 2010-11, FCZ đứng ở vị trí thứ hai.

## Danh hiệu
- Swiss Super League
  - Vô địch (13): 1901-02, 1923-24, 1962-63, 1965-66, 1967-68, 1973-74, 1974-75, 1975-76, 1980-81, 2005-06, 2006-07, 2008-09, 2021-22
- Swiss Cup
  - Vô địch (8): 1965-66, 1969-70, 1971-72, 1972-73, 1975-76, 1999-2000, 2004-05, 2013-14
- Swiss League Cup
  - Vô địch (1): 1980-81
- European Champions Cup (UEFA Champions League)
  - Bán kết (2): 1963-64, 1976-77
- Sir Thomas Lipton Trophy
  - Fourth place (1): 1911

## Cạnh tranh
Câu lạc bộ địa phương Grasshopper, cùng với Basel, là những đối thủ chính của FCZ. Do sự cạnh tranh khốc liệt, các trận đấu này được gọi là "trận đấu nguy cơ cao", với sự hiện diện của cảnh sát gia tăng trong và xung quanh sân vận động.

### Zürich Derby
Từ khi thành lập, FCZ luôn luôn có một mối quan hệ bốc lửa với câu lạc bộ láng giềng Grasshopper trên uy quyền thể thao trong thành phố. Grasshopper được gọi là câu lạc bộ của tầng lớp thượng lưu và FCZ được gọi là câu lạc bộ của người lao động. Các trận đấu giữa hai câu lạc bộ là trận derby địa phương duy nhất trong Swiss Super League.

### Chung kết đối đầu Basel, 13 tháng năm 2006
Trước vòng đấu cuối cùng của Swiss Super League 2005-06, Zürich kém ba điểm so với Basel trong bảng xếp hạng. Trận đấu cuối cùng của mùa giải giữa hai câu lạc bộ này cạnh tranh chức vô địch tại St. Jakob Park, Basel. Alhassane Keita ghi bàn thắng đầu tiên cho Zürich. Trong hiệp hai, Mladen Petrić gỡ hòa. Ở phút thứ 93, Florian Stahel chuyền bóng cho Iulian Filipescu ghi bàn khiến tỉ số thành 2-1 cho Zürich. Zürich giành chức vô địch giải đấu do hiệu số bàn thắng vượt trội của mình. Sau tiếng còi kết thúc, các cổ động viên Basel đã tấn công các cầu thủ Zürich.

## Đội hình hiện tại
Tính đến ngày 31 tháng 8 năm 2015
Ghi chú: Quốc kỳ chỉ đội tuyển quốc gia được xác định rõ trong điều lệ tư cách FIFA. Các cầu thủ có thể giữ hơn một quốc tịch ngoài FIFA.
| Số | VT | Quốc gia   | Cầu thủ                       |
| -- | -- | ---------- | ----------------------------- |
| 1  | TM | Thụy Sĩ    | Yanick Brecher                |
| 2  | HV | Thụy Sĩ    | Leandro Di Gregorio           |
| 5  | HV | Albania    | Berat Djimsiti                |
| 6  | TV | Cabo Verde | Cabral                        |
| 7  | TĐ | Thụy Sĩ    | Mario Gavranović              |
| 8  | TV | Thụy Sĩ    | Christian Schneuwly           |
| 9  | TĐ | Tunisia    | Amine Chermiti                |
| 10 | TV | Thụy Sĩ    | Davide Chiumiento (Đội phó 2) |
| 11 | TĐ | Albania    | Armando Sadiku                |
| 13 | HV | Thụy Sĩ    | Alain Nef (Đội phó)           |
| 14 | TĐ | Cameroon   | Franck Etoundi                |
| 15 | TV | Thụy Sĩ    | Oliver Buff                   |
| 16 | HV | Thụy Sĩ    | Philippe Koch (Đội phó 3)     |
| 19 | HV | Thụy Sĩ    | Armin Alesevic                |

| Số | VT | Quốc gia    | Cầu thủ                       |
| -- | -- | ----------- | ----------------------------- |
| 20 | TV | Albania     | Burim Kukeli                  |
| 21 | TV | Thụy Sĩ     | Mike Kleiber                  |
| 22 | TV | Thụy Sĩ     | Anto Grgic                    |
| 23 | TV | Armenia     | Artem Simonyan                |
| 25 | HV | Montenegro  | Ivan Kecojević                |
| 26 | TV | Thụy Sĩ     | Cédric Brunner                |
| 27 | TV | Thụy Sĩ     | Marco Schönbächler            |
| 28 | HV | Brasil      | Vinícius Freitas              |
| 29 | TV | Sénégal     | Sangoné Sarr                  |
| 31 | TM | Thụy Sĩ     | Novem Baumann                 |
| 32 | TM | Thụy Sĩ     | Anthony Favre                 |
| 33 | TV | Thụy Sĩ     | Kevin Bua                     |
| 34 | TV | Thụy Sĩ     | Maxime Dominguez              |
| 37 | TV | Bờ Biển Ngà | Gilles Yapi Yapo (Đội trưởng) |

### Cựu cầu thủ đáng chú ý
| - Arthur Petrosyan - Muhamed Konjić - César - Francisco Lima - Raffael - Shabani Nonda - Hannu Tihinen - Eric Hassli - Gocha Jamarauli - Klaus Stürmer - Herbert Waas | - Alhassane Keita - Roberto Di Matteo - Rosario Martinelli - Wynton Rufer - Ike Shorunmu - Rashidi Yekini - Iulian Filipescu - Adrian Ilie - Marcel Răducanu - Mihai Tararache - Shaun Bartlett | - Augustine Makalakalane - Jonas Thern - Heinz Bäni - René Botteron - René Brodmann - Pierre-Albert Chapuisat - Frédéric Chassot - Blerim Džemaili - Ruedi Elsener - Urs Fischer - Joan Gamper | - Karl Grob - Daniel Gygax - Gökhan Inler - Daniel Jeandupeux - Jakob Kuhn - Fritz Künzli - Johnny Leoni - Heinz Lüdi - Erni Maissen - Xavier Margairaz - Marco Pascolo | - Peter Risi - Alain Rochat - Gian-Pietro Zappa - Hanspeter Zwicker - Jure Jerković - Ilija Katić - Haris Škoro |

## Huấn luyện viên
| - Joszef "Csibi" Winkler (1920–22) - Johann Studnicka (1922–25) - Severino Minelli (1943–46) - Willy Iseli (1946–48) - Theodor Lohrmann (1948–53) - Joksch Fridl (1953–55) - Ossi Müller (1955–57) - Fernando Molina and Max Barras (1957–58) - Karl Rappan (1958–59) - Max Barras (1959–60) - Georg Wurzer (1960–62) - Louis Maurer (1962–66) - László Kubala (July 1966–Feb 67) - René Brodmann (Feb 1967–July 67) - Lev Mantula (1967–69) - Georg Gawliczek (ngày 1 tháng 7 năm 1969–Dec 31, 1970) | - Juan Schwanner (Nov 1970–July 71) - Friedhelm Konietzka (1971–78) - Zlatko Čajkovski (July 1978–March 80) - Albert Sing and R. Martinelli (Feb 29, 1980–ngày 30 tháng 6 năm 1980) - Daniel Jeandupeux (ngày 1 tháng 7 năm 1980–March 83) - Heini Glättli (March 1983–April 83) - Max Merkel (April 1983–May 83) - Köbi Kuhn (May 1983–July 83) - Hans Kodric (July 1983–Nov 83) - Köbi Kuhn (Nov 1983–July 84) - Vaclav Jezek (1984–86) - Hermann Stessl (ngày 1 tháng 7 năm 1986–Nov 1, 1987) - Friedhelm Konietzka (Sept 1987–July 88) - Hans Bongartz (ngày 1 tháng 7 năm 1988 – ngày 30 tháng 6 năm 1989) - Walter Iselin (July 1989–Oct 89) - Herbert Neumann (Oct 1989–Oct 1, 1991) | - Kurt Jara (Oct 1, 1991–ngày 1 tháng 4 năm 1994) - Bob Houghton (April 1994–March 95) - Raimondo Ponte (March 1995–ngày 16 tháng 4 năm 2000) - Gilbert Gress (1 tháng 1 năm 2000–Dec 31, 2001) - Georges Bregy (ngày 1 tháng 7 năm 2001 – ngày 27 tháng 3 năm 2003) - Walter Grüter (interim) (ngày 27 tháng 3 năm 2003 – ngày 30 tháng 7 năm 2003) - Lucien Favre (ngày 1 tháng 7 năm 2003 – ngày 30 tháng 6 năm 2007) - Bernard Challandes (ngày 13 tháng 6 năm 2007 – ngày 19 tháng 4 năm 2010) - Urs Fischer (interim) (ngày 19 tháng 4 năm 2010 – ngày 30 tháng 6 năm 2010) - Urs Fischer (ngày 1 tháng 7 năm 2010 – ngày 12 tháng 3 năm 2012) - Harald Gämperle (interim) (ngày 13 tháng 3 năm 2012 – ngày 8 tháng 6 năm 2012) - Urs Meier (interim) (ngày 14 tháng 4 năm 2012 – ngày 24 tháng 5 năm 2012) - Rolf Fringer (ngày 1 tháng 7 năm 2012–Nov 26, 2012) - Urs Meier (interim) (Nov 26, 2012–Dec 30, 2012) - Urs Meier (1 tháng 1 năm 2013–) |

## FC Zürich ở châu Âu
- Q = Vòng loại (Qualifying Round)
- 1R = Vòng thứ nhất (First Round)
- 2R = Vòng thứ hai (Second Round)
- PO = Play-Off
- 1/8 = Vòng 1/8
- 1/4 = Tứ kết
- 1/2 = Bán kết

| Mùa giải | Giải đấu               | Vòng        | Quốc gia             | Câu lạc bộ                 | Tỉ số               |
| -------- | ---------------------- | ----------- | -------------------- | -------------------------- | ------------------- |
| 1963–64  | European Cup           | Q           | Cộng hòa Ireland     | Dundalk                    | 3 – 0, 1 – 2        |
|          |                        | 1/8         | Thổ Nhĩ Kỳ           | Galatasaray                | 2 – 0, 0 – 2, 2 – 2 |
|          |                        | 1/4         | Hà Lan               | PSV                        | 0 – 1, 3 – 1        |
|          |                        | 1/2         | Tây Ban Nha          | Real Madrid                | 1 – 2, 0 – 6        |
| 1966–67  | European Cup           | 1R          | Scotland             | Celtic                     | 0 – 2, 0 – 3        |
| 1967–68  | Inter-Cities Fairs Cup | 1R          | Tây Ban Nha          | Barcelona                  | 3 – 1, 0 – 1        |
|          |                        | 2R          | Anh                  | Nottingham Forest          | 1 – 2, 1 – 0        |
|          |                        | 1/8         | Bồ Đào Nha           | Sporting CP                | 3 – 0, 0 – 1        |
|          |                        | 1/4         | Scotland             | Dundee                     | 0 – 1, 0 – 1        |
| 1968–69  | European Cup           | 1R          | Đan Mạch             | AB                         | 1 – 3, 2 – 1        |
| 1969–70  | Inter-Cities Fairs Cup | 1R          | Scotland             | Kilmarnock                 | 3 – 2, 1 – 3        |
| 1970–71  | UEFA Cup Winners' Cup  | 1R          | Iceland              | Knattspyrnufélag Akureyrar | 7 – 1, 7 – 0        |
|          |                        | 1/8         | Bỉ                   | Club Brugge                | 0 – 2, 3 – 2        |
| 1972–73  | UEFA Cup Winners' Cup  | 1R          | Wales                | Wrexham                    | 1 – 1, 1 – 2        |
| 1973–74  | UEFA Cup Winners' Cup  | 1R          | Bỉ                   | Anderlecht                 | 2 – 3, 1 – 0        |
|          |                        | 1/8         | Thụy Điển            | Malmö FF                   | 0 – 0, 1 – 1        |
|          |                        | 1/4         | Bồ Đào Nha           | Sporting CP                | 0 – 3, 1 – 1        |
| 1974–75  | European Cup           | 1R          | Anh                  | Leeds United               | 1 – 4, 2 – 1        |
| 1975–76  | European Cup           | 1R          | Hungary              | Újpest                     | 0 – 4, 5 – 1        |
| 1976–77  | European Cup           | 1R          | Scotland             | Rangers                    | 1 – 1, 1 – 0        |
|          |                        | 1/8         | Phần Lan             | Turun Palloseura           | 2 – 0, 1 – 0        |
|          |                        | 1/4         | Cộng hòa Dân chủ Đức | Dynamo Dresden             | 2 – 1, 2 – 3        |
|          |                        | 1/2         | Anh                  | Liverpool                  | 1 – 3, 0 – 3        |
| 1977–78  | UEFA Cup               | 1R          | Bulgaria             | CSKA Sofia                 | 1 – 0, 1 – 1        |
|          |                        | 2R          | Đức                  | Eintracht Frankfurt        | 0 – 3, 3 – 4        |
| 1979–80  | UEFA Cup               | 1R          | Đức                  | Kaiserslautern             | 1 – 3, 1 – 5        |
| 1981–82  | European Cup           | 1R          | Cộng hòa Dân chủ Đức | Dynamo Berlin              | 0 – 2, 3 – 1        |
| 1982–83  | UEFA Cup               | 1R          | Cộng hòa Síp         | Pezoporikos Larnaca        | 2 – 2, 1 – 0        |
|          |                        | 2R          | Hungary              | Ferencváros                | 1 – 1, 1 – 0        |
|          |                        | 1/8         | Bồ Đào Nha           | Benfica                    | 1 – 1, 0 – 4        |
| 1983–84  | UEFA Cup               | 1R          | Bỉ                   | Antwerp                    | 1 – 4, 2 – 4        |
| 1998–99  | UEFA Cup               | 2Q          | Ukraina              | Shakhtar Donetsk           | 4 – 0, 2 – 3        |
|          |                        | 1R          | Cộng hòa Síp         | Anorthosis Famagusta       | 4 – 0, 3 – 2        |
|          |                        | 2R          | Scotland             | Celtic                     | 1 – 1, 4 – 2        |
|          |                        | 1/8         | Ý                    | Roma                       | 0 – 1, 2 – 2        |
| 1999–00  | UEFA Cup               | Q           | Malta                | Sliema Wanderers           | 3 – 0, 1 – 0        |
|          |                        | 1R          | Bỉ                   | Lierse                     | 1 – 0, 4 – 3        |
|          |                        | 2R          | Anh                  | Newcastle United           | 1 – 2, 1 – 3        |
| 2000–01  | UEFA Cup               | 1R          | Bỉ                   | Racing Genk                | 1 – 2, 0 – 2        |
| 2005–06  | UEFA Cup               | 2Q          | Ba Lan               | Legia Warsaw               | 1 – 0, 4 – 1        |
|          |                        | 1R          | Đan Mạch             | Brøndby                    | 0 – 2, 2 – 1        |
| 2006–07  | Champions League       | 2Q          | Áo                   | Red Bull Salzburg          | 2 – 1, 0 – 2        |
| 2007–08  | UEFA Champions League  | 3Q          | Thổ Nhĩ Kỳ           | Beşiktaş                   | 1 – 1, 0 – 2        |
| 2007–08  | UEFA Cup               | 1R          | Ý                    | Empoli                     | 1 – 2, 3 – 0        |
| 2007–08  | UEFA Cup               | Group E     | Séc                  | Sparta Prague              | 2 – 1               |
| 2007–08  | UEFA Cup               | Group E     | Pháp                 | Toulouse                   | 2 – 0               |
| 2007–08  | UEFA Cup               | Group E     | Nga                  | Spartak Moscow             | 0 – 1               |
| 2007–08  | UEFA Cup               | Round of 32 | Đức                  | Bayer Leverkusen           | 0 – 5               |
| 2007–08  | UEFA Cup               | Round of 16 | Đức                  | Hamburg                    | 1 – 3, 0 – 0        |
| 2008–09  | UEFA Cup               | 2Q          | Áo                   | Sturm Graz                 | 1 – 1, 1 – 1        |
| 2008–09  | UEFA Cup               | 1R          | Ý                    | Milan                      | 1 – 3, 0 – 1        |
| 2009–10  | UEFA Champions League  | 3Q          | Slovenia             | Maribor                    | 2 – 3, 3 – 0        |
| 2009–10  | UEFA Champions League  | PO          | Latvia               | Ventspils                  | 3 – 0, 2 – 1        |
| 2009–10  | UEFA Champions League  | Group C     | Tây Ban Nha          | Real Madrid                | 2 – 5, 0 – 1        |
| 2009–10  | UEFA Champions League  | Group C     | Ý                    | Milan                      | 1 – 0, 1 – 1        |
| 2009–10  | UEFA Champions League  | Group C     | Pháp                 | Marseille                  | 0 – 1, 1 – 6        |
| 2011–12  | UEFA Champions League  | 3Q          | Bỉ                   | Standard Liège             | 1 – 1, 1 – 0        |
| 2011–12  | UEFA Champions League  | PO          | Đức                  | Bayern Munich              | 0 – 2, 0 – 1        |
| 2011–12  | UEFA Europa League     | Group D     | Bồ Đào Nha           | Sporting CP                | 0 – 2, 0 – 2        |
| 2011–12  | UEFA Europa League     | Group D     | România              | FC Vaslui                  | 2 – 2, 2 – 0        |
| 2011–12  | UEFA Europa League     | Group D     | Ý                    | S.S. Lazio                 | 1 – 1, 0 – 1        |
| 2013–14  | UEFA Europa League     | 3Q          | Séc                  | Slovan Liberec             | 1 – 2, 1 – 2        |
| 2014–15  | UEFA Europa League     | PO          | Slovakia             | Spartak Trnava             | 3 – 1, 1 – 1        |
| 2014–15  | UEFA Europa League     | Group A     | Cộng hòa Síp         | Apollon Limassol           | 2 – 3, –            |
| 2014–15  | UEFA Europa League     | Group A     | Đức                  | Borussia Mönchengladbach   | 1 – 1, –            |
| 2014–15  | UEFA Europa League     | Group A     | Tây Ban Nha          | Villareal CF               | –, –                |